# Deadache (singel)
Deadache – drugi singel promujący album Deadache fińskiego zespołu hardrockowego Lordi, wydany w roku 2008.

## Lista utworów
1. "Deadache" – 3:28
2. "Where's The Dragon" – 2:59

## Twórcy
- Mr. Lordi – śpiew
- Amen – gitara elektryczna
- OX – gitara basowa
- Kita – instrumenty perkusyjne, chórki
- Awa – instrumenty klawiszowe